# Plymouth (Carolina do Norte)
Plymouth é uma cidade  localizada no estado norte-americano de Carolina do Norte, no Condado de Washington.

## Demografia
Segundo o censo norte-americano de 2000, a sua população era de 4107 habitantes.
Em 2006, foi estimada uma população de 3957, um decréscimo de 150 (-3.7%).

## Geografia
De acordo com o United States Census Bureau tem uma área de
10,0 km², dos quais 10,0 km² cobertos por terra e 0,0 km² cobertos por água.

## Localidades na vizinhança
O diagrama seguinte representa as localidades num raio de 32 km ao redor de Plymouth.